# Marina Sáenz
Marina Echebarría Sáenz (San Sebastián, c. 1970), más conocida como Marina Sáez, es una jurista española, catedrática de Derecho mercantil de la Universidad de Valladolid y activista LGBTI. En 2020 se convirtió en la primera mujer trans catedrática de España.

## Trayectoria
Nacida como Joseba Aitor Echebarría Sáenz, estudió Derecho en la Universidad de Deusto y se doctoró en la Universidad de Valladolid con una tesis titulada El contrato de franquicia: delimitación y contenido de las relaciones internas. Es directora del departamento de derecho mercantil en Facultad de Derecho de la Universidad de Valladolid donde ha sido profesora titular. Desde 2020 logró acreditarse como catedrática, lo que la convierte en la primera mujer abiertamente trans en conseguir la acreditación a cátedra en España.
Es autora y/o coordinadora de ocho libros, más de sesenta artículos en revistas científicas y capítulos de libros, ha participado en once proyectos de investigación, once convenios y en multitud de conferencias, cursos y seminarios sobre diversos temas jurídicos. Como activista por los derechos LGBT+, particularmente por los derechos del colectivo trans, ha colaborado en la redacción de varias leyes autonómicas de identidad de género, y formó parte como experta del grupo de trabajo que consiguió la aprobación de la ley 3/2007 de rectificación registral de la mención relativa al sexo de las personas. Ha colaborado en numerosos foros nacionales e internacionales en materia de identidad.
Es además integrante del Instituto de Estudios Europeos (Universidad de Valladolid) y de la Red Académica de Derecho de la Competencia. Especializada en Derecho de la Distribución Comercial, Derecho de la competencia y Derecho de las nuevas tecnologías, materias en las que dispone de obra diversa.
En septiembre de 2022, fue nombrada secretaria de Derechos y Libertades LGBTIQ+ de Movimiento Sumar.

## Obra
- 1995 – El contrato de franquicia: definición y conflictos en las relaciones internas. McGraw-Hill Interamericana de España. ISBN 84-481-1646-1.
- 2001 – El comercio electrónico. Edisofer. ISBN 84-89493-57-X.
- 2011 – La aplicación privada del derecho de la competencia. Lex Nova. ISBN  8498983398.
- 2011 – Private Enforcement of Competition Law. ISBN  8498983339.